# دانشگاه اوربرو
دانشگاه اوربرو (به سوئدی: Örebro universitet) یک دانشگاه در سوئد است که در بخش اوربرو واقع شده‌است.